# ずるいねこのおはなし
『ずるいねこのおはなし』 (The Sly Old Cat ;1906) は、ビアトリクス・ポター作のピーターラビットの絵本である。

## あらすじ
年寄りの ずるいねこ がねずみをティーパーティーに招待した。
台所でパーティーが始まるが、ねこは客であるねずみに対して礼を失した態度を取る。そして、紅茶を飲む際にねずみに対して自分は紅茶を飲んだ後にデザートを食べると告げる。
そこでねずみは自分がねこのデザートになることを悟り、後悔する。ねこはミルク壺を逆さにして頭を突っ込み、ミルクを飲み干すが、そのときねずみがテーブルの上に跳びあがって壺の底を突いたので、壺がねこの頭にはまり込んでしまった。
ねこが台所中を駆け回っている間に、ねずみはテーブルの上に座って紅茶を飲む。そしてマフィンを家に持って帰り、家でマフィンを食べた。一方ねこはねずみが帰った後で壺のはまった頭をテーブルにぶつけてようやく壺を割ることが出来た。

## 書籍
- 『ずるいねこのおはなし』間崎ルリ子訳、福音館書店 (2019年)ISBN 978-4834084993